# Proceratophrys vielliardi
Espèce
Statut de conservation UICN

 DD  : Données insuffisantes
Proceratophrys vielliardi est une espèce d'amphibiens de la famille des Odontophrynidae.

## Répartition
Cette espèce est endémique de la municipalité de Caldas Novas dans l'État de Goiás au Brésil.

## Étymologie
Cette espèce est nommée en l'honneur de Jacques Vielliard.

## Publication originale
- Martins & Giaretta, 2011 : A new species of Proceratophrys Miranda-Ribeiro (Amphibia: Anura: Cycloramphidae) from central Brazil. Zootaxa, no 2880, p. 41–50 (texte intégral).